# Habrodesmus aculeatus
Habrodesmus aculeatus är en mångfotingart som först beskrevs av Peters 1864.  Habrodesmus aculeatus ingår i släktet Habrodesmus och familjen orangeridubbelfotingar. Inga underarter finns listade i Catalogue of Life.